# São Francisco Pernambucano
São Francisco Pernambucano è una mesoregione del Pernambuco in Brasile.

## Microregioni
È suddivisa in due microregioni:
- Itaparica
- Petrolina